# Benjamin Vergniol
Pas d'image ? Cliquez ici

a Compétitions nationales et continentales officielles uniquement.

b Matchs officiels uniquement.
Benjamin Vergniol, né le 25 novembre 1993, est un joueur français de rugby à XIII évoluant au poste de deuxième ligne. Au cours de sa carrière, il a débuté à Villeneuve-sur-Lot avant de tenter une expérience en rugby à XV en Fédérale 2. Il revient au XIII en 2016 en signant à Saint-Estève XIII Catalan avec lequel il remporte la Coupe de France 2018, puis rejoint en 2018 Limoux. Enfin, il connaît une sélection avec l'équipe de France contre la Serbie fin 2018.

## Biographie
Formé au rugby à XIII à Tonneins puis à la Réole avec un oncle Éric Vergniol ancien international français de rugby à XIII, Benjamin Vergniol fait ses débuts en Championnat de France à Villeneuve-sur-Lot en 2012. En 2014, il tente une expérience en rugby à XV à l'Union Sportive Casteljalousaine mais revient au XIII en incorporant Saint-Estève XIII Catalan en 2016 puis Limoux en 2018.

## Palmarès
- Collectif :
  - Vainqueur du Championnat de France : 2023 (Limoux).
  - Vainqueur de la Coupe de France : 2018 (Saint-Estève XIII Catalan).
  - Finaliste du Championnat de France : 2022 (Limoux).

### Détails en sélection
| 1. | 7 octobre 2018 | Serbie | 54-2 | Amical | Arrière | 18 | 1 | 7 | 0 |

### En club
| Saison    | Club                      | Compétition           | Matchs | Points | Essais | Goals | Drops |
| --------- | ------------------------- | --------------------- | ------ | ------ | ------ | ----- | ----- |
| 2014-2015 | Villeneuve-sur-Lot        | Championnat de France | 10     | 4      | 1      | -     | -     |
| 2015-2016 | Villeneuve-sur-Lot        | Championnat de France | 0      | -      | -      | -     | -     |
| 2016-2017 | Saint-Estève XIII Catalan | Championnat de France | 18     | 16     | 4      | -     | -     |
| 2017-2018 | Saint-Estève XIII Catalan | Championnat de France | 18     | 32     | 8      | -     | -     |
| 2018-2019 | Limoux                    | Championnat de France | 13     | 24     | 6      | -     | -     |
| 2019-2020 | Limoux                    | Championnat de France | 5      | 12     | 3      | -     | -     |
| 2020-2021 | Limoux                    | Championnat de France | 7      | 4      | 1      | -     | -     |